# Лесото лоти
Лоти (множествено число: малоти ) е парична единица на кралство Лесото. Той се подразделя на 100 лисенте. Обвързан е с южноафриканския ранд в съотношение 1:1 чрез Общата парична зона и двете се приемат като законно платежно средство в рамките на Лесото. Лотито е емитирано за първи път през 1966 г., макар и като нециркулираща валута. През 1980 г. Лесото емитира първите си монети, деноминирани както в лоти, така и в лисенте (от 1979 г.), за да замени южноафриканския ранд, въпреки че остава законно платежно средство в африканската страна.
През 1985 г. кодът ISO 4217 беше променен от LSM на LSL.
Името произлиза от сесото loti, „планина“, докато sente е от английски „ cent “.   През 1985 г. кодът ISO 4217 е променен от LSM на LSL.

## Монети
През 1980 г. са въведени монети от 1979 г. в деноминации от 1 сенте, 2, 5, 10, 25 и 50 лисенте и 1 лоти. През 1996 г. са въведени монети от 2 и 5 малоти, последвани от 20 лисенте през 1998 г. 1 Лесотско лоти е равно на 0,098 лева (2023)
Монетите в обращение са:
- 5 лиценза
- 10 лиценза
- 20 лиценза
- 50 лиценза
- 1 лоти
- 2 малкоти
- 5 малкоти

## Банкноти
През януари 1980 г. са въведени банкноти от 1979 г. (последните две цифри от годината на емисията са префиксът на знаменателя на серийния номер) в купюри от 2, 5 и 10 малоти.  Банкноти от 20 и 50 малоти бяха добавени през 1981 г., последвани от 100 и 200 малоти през 1994 г. Всички банкноти са в различен цвят (10малоти – червено и жълто) (20малоти – лилаво и синьо) (50 малоти – виолетово) (100малоти – зелено) (200малоти – оранжево).
През 2021 г. Централната банка на Лесото издава нова серия банкноти лоти, които са подобни на серията от 2010 г., но размерът на банкнотата е намален, за да включва актуализирани характеристики за сигурност, включително тактилни характеристики за хора със зрителни увреждания и покриване на банкнотите с антибактериален и антивирусен лак за защита от повърхностно замърсяване и предотвратяване на вирусни заболявания.